# Ville Skinnari
Pour les articles homonymes, voir Ville (prénom) et Skinnari.
Ville Tapio Skinnari (née le 21 février 1974 à Helsinki) est un homme politique finlandais.

## Biographie
Ville Skinnari a étudié et travaillé à l'étranger, aux Pays-Bas, en Grande-Bretagne et au Japon. Durant cette période, il a acquis des diplômes en sciences commerciales : un baccalauréat spécialisé en Grande-Bretagne et Bachelor of business administration aux Pays-Bas et en droit : un Master of Laws en Grande-Bretagne.
Après sa carrière de joueur de hockey, Ville Skinnari a travaillé, entre autres, à Marubeni à Tokyo, en tant que journaliste indépendant, en tant que développeur d'affaires international dans l'industrie mobile, en tant que directeur du développement du nord-est de la Finlande et directeur du programme du centre régional, en tant que petit entrepreneur dans un cabinet d'avocats et de conseil à Lahti, et en tant que conseiller spécial au sein du cabinet d'avocats Lexia à Helsinki.
Ville Skinnari est marié et père de trois enfants, dont l'un est Axel Skinnari joueur du Hämeenlinnan Pallokerho.
Ville Skinnari est le fils de Jouko Skinnari (fi), qui a été député (1980-2015) et ministre (1997-1999).

## Carrière politique
Ville Skinnari est élu au conseil municipal de Lahti aux élections municipales finlandaises de 2012.
Ville Skinnari a été président du conseil de l'Association sociale et de santé de Päijät-Häme en 2013-2017, et après les élections municipales, il est président du conseil d'administration du district hospitalier de Päijät-Häme. Dans les années 2013-2017, il a été vice-président du conseil d'administration de Lahti Energia (fi).
Ville Skinnari est élu député du parlement de Finlande lors des élections législatives finlandaises de 2015 dans la circonscription du Häme.
Il est réélu aux élections législatives finlandaises de 2019, avec 8 323 voix.
Ville Skinnari est Ministre du Commerce extérieur et du Développement du gouvernement Rinne du 6 juin 2019 au 10 décembre 2019.
Il est ministre de la Coopération au développement et du Commerce extérieur du gouvernement Marin du 10 décembre 2019 au 20 juin 2023.
Ville  Skinnari a été vice-président du Parti social-démocrate de Finlande de 2017 à 2023 et membre du conseil d'administration du SDP de 2014 à 2023.

## Prix et reconnaissance
- Commandeur de l'Ordre de la Rose blanche (Finlande, 2022)[6]